# 3468 Urgenta
3468 Urgenta (1975 AM) là một tiểu hành tinh vành đai chính được phát hiện ngày 7 tháng 1 năm 1975 bởi P. Wild ở Zimmerwald.